# Friedrich August von Röseler
Friedrich August von Röseler (* 18. April 1665 in Zerbst; † 31. Mai 1738 in Geldern) war ein königlich preußischer Generalmajor, Chef des Garnisons-Regiments in Geldern und Gouverneur von Geldern.
Er entstammt einer bürgerlichen Familie aus Zerbst. Sein Vater war Jakob Röseler, Geheimer Sekretär auf der Möllenbrücke zu Zerbst. Aber am 11. Februar 1721 wurde er von Friedrich Wilhelm I. in den Adelsstand erhoben. Einer seiner Brüder soll russischer Generalmajor geworden sein.
Er studierte zunächst und wurde Doktor der Rechte. Er wurde aber dann Offizier in der preußischen Armee und stieg über die verschiedenen Ränge am 29. November 1709 bis zum Oberstleutnant auf. Zuvor hatte er bereits im spanischen Erbfolgekrieg auszeichnen können. Er stand zu dieser Zeit beim Dragoner-Regiment Nr. 1. Dort wurde er am 6. September 1717 Oberst. Im Jahr 1722 wurde er zum Generalmajor ernannt. Zudem wurde er Gouverneur des Herzogtums Geldern, der dortigen Festung und dem neuerrichteten Garnisons-Bataillon. Er wurde auch noch Kanzler der dortigen Regierung mit 900 Talern Gehalt. Er zog noch 1734 mit den preußischen Truppen an den Rhein, bevor er am 31. Mai 1738 in Geldern starb.

## Familie
Er war mit einer Tochter des Hofrats Dewitz zu Insterburg verheiratet. Sein Sohn wurde preußischer Kavallerist, seine Tochter Charlotte Louise (* 1707; †  7. Mai 1779) heiratete den General Wolf Friedrich von Retzow. Sein Sohn Joachim Friedrich (1704–1741) war preußischer Militär bei den Dragonern und Träger des Pour le Mérite.